# Пендікспор
«Пендікспор» (тур. Pendik Spor Kulubü) — турецький футбольний клуб з міста Стамбул, району Пендік Домашнім стадіоном клубу є стадіон «Пендік». За підсумками сезону 2022—2023 років клуб переміг у плей-офф першої ліги Туреччини, та уперше здобув місце в Турецькій Суперлізі, втім за підсумками сезону 2023—2024 років клуб зайняв 19 мсце в лізі, та вибув назад до першої ліги.

## Історія
Клуб «Пендікспор» веде свою історію з 1927 року, коли він називався «Пендік Генчлербірлігі». Офіційно зареєстрований клуб як «Пендікспор» у 1950 році, і після цього клуб грав в аматорських лігах Стамбула до сезону 1982—1983 років. Зі створенням третьої ліги в 1984 році клуб отримав професійний статус, і грав у третій лізі до сезону 1992-93. Після переведення в аматорський статус того сезону команда повернулася до третьої ліги наступного року. У сезоні 1997—1998 клуб став чемпіоном третьої ліги, і вийшов до другої ліги. Клуб грав у цій лізі протягом 2 сезонів, а потім повернувся до третьої ліги у сезоні 1999—2000.
14 грудня 1999 року під час розіграшу Кубка Туреччини віце-президент клубу Юнус Абанозоглу витяг на жеребкуванні як суперника клуб «Фенербахче», і матч відбувся на домашньому полі «Пендікспора». Клуб здобув визнання, перемігши «Фенербахче» з рахунком 2–1. У сезоні 2003—2004 клуб став чемпіоном однієї з груп третьої ліги, і перейшов у другу лігу. З сезону 2003—2004 років до сезону 2021—2022 років команда гралв у другій лізі, а потім піднялася до першої ліги. У сезоні 2005—2006 клуб вийшов до плей-оф, щоб визначити третю команду, яка підвищиться до першої ліги. Однак у фінальному матчі «Пендікспор» програв клубу «Ескішехірспор». 28 листопада 2012 року, через 13 років після попередньої зустрічі в 1999 році, «Фенербахче» і «Пендікспор» знову зіграли один проти одного в 4-му раунді Кубка Туреччини, цей матч завершився перемогою «Фенербахче» з рахунком 1-0 завдяки голу Сезера Озтюрка на 45-й хвилині.
У сезоні 2014—2015 клуб посів 2-ге місце в білій групі другої ліги, та вийшов у плей-офф і вибив «Менеменспор» у чвертьфіналі. Однак вони зазнали поразки від «1461 Трабзон» у півфіналі, тому не змогли потрапити до першої ліги.
У сезоні 2021—2022 років «Пендікспор» завоював чемпіонство білої групи другої ліги за 5 тижнів до кінця сезону. Перемігши «Ескішехірспор» з рахунком 3:1, «червоно-білі» гарантували собі вихід до першої ліги. У сезоні 2022—2023 клуб виграв фінальний матч плей-офф проти клубу «Бодрумспор» з рахунком 2-1, здобувши підвищення до Суперліги вперше в своїй історії. Щоправда, за підсумками сезону 2023—2024 років клуб зайняв передостаннє 19-те місце в Суперлізі, та вибув до першої ліги.